# Jane Marken

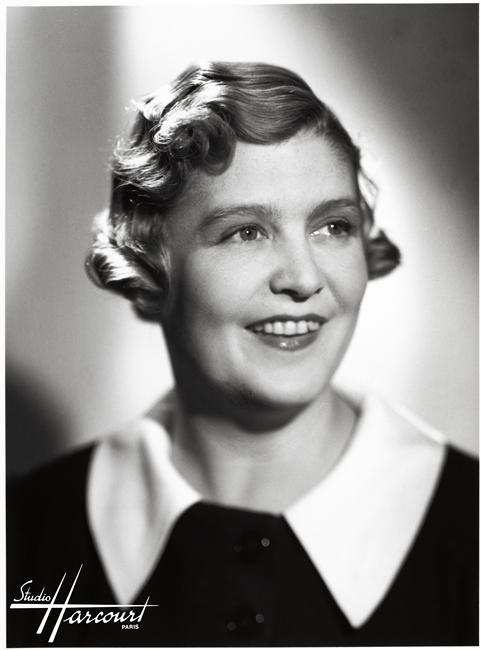
Jane Marken

Jane Marken, auch Jeanne Marken (* 13. Januar 1895 in Paris; † 1. Dezember 1976 ebenda; gebürtig Jeanne Berthe Adolphine Crabbe oder Jeanne Krab), war eine französische Schauspielerin.

## Leben
Die Tochter eines Belgiers und einer Französin versuchte sich 1912 vergeblich am Pariser Konservatorium. 1915 begann sie ihre Bühnenkarriere am Théâtre de l’Odéon, dem sie bis 1920 angehörte.
Ihr Filmdebüt hatte sie 1912 in Louis Feuillades La course aux millions. 1919/20 spielte sie in drei Filmen von Georges Monca. Bei Dreharbeiten lernte sie 1920 Jules Berry kennen und heiratete ihn. Wegen dessen krankhafter Eifersucht unterbrach sie ihre schauspielerische Arbeit bis zur Trennung 1932. Sie wurde dann besonders als Filmschauspielerin bekannt, zum Beispiel als flirtbereite Madame Dufoir in Jean Renoirs Eine Landpartie und leichtlebige Madame Hermine in Marcel Carnés Kinder des Olymp. Auch sonst wurde sie vorwiegend in Rollen unberechenbarer, zwielichtiger Frauencharaktere besetzt wie als Animiermädchen in Die Schenke zum Vollmond, als verschmitzte Concierge in In Teufels Krallen und als niederträchtige Kupplerin Madame Josserand in Immer wenn das Licht ausgeht.

## Filmografie (Auswahl)
- 1912: La course aux millions
- 1916: Fioritures
- 1917: Géo, le mystérieux
- 1936: Eine Landpartie (Partie de campagne)
- 1936: Beethovens große Liebe (Un grand amour de Beethoven)
- 1937: Der Herzensbrecher (Gueule d’amour)
- 1938: Drei Walzer (Les Trois valses)
- 1938: Die Straße der Liebe (Remontons les Champs-Élysées)
- 1938: Hôtel du Nord
- 1940: Ohne ein Morgen (Sans lendemain)
- 1940: Das verlorene Paradies (Paradis perdu)
- 1942: Wetterleuchten (Lumière d’été)
- 1943: Les deux timides
- 1943: Der ewige Bann (L’Éternel retour)
- 1943/45: Kinder des Olymp (Les enfants du paradis)
- 1945: Falbalas – Sein letztes Modell (Falbalas)
- 1946: Der Idiot (L’Idiot)
- 1946: Der ewige Gatte (L’Homme au chapeau rond)
- 1946: Freibeuter der Liebe (Pétrus)
- 1946: Pforten der Nacht (Les Portes de la nuit)
- 1947: In Teufels Krallen (Copie conforme)
- 1947: Arche Noe (L’Arche de Noé)
- 1948: Amore (L’Amore)
- 1948: Die liebestolle Stadt (Clochemerle)
- 1948: Die Schenke zum Vollmond (Dédée d’Anvers)
- 1949: Das Geheimnis von Mayerling (Le Secret de Mayerling)
- 1949: Rückkehr ins Leben (Retour à la vie)
- 1950: Die Beichte ihres Lebens (Manèges)
- 1950: Die Marie vom Hafen (La Marie du port)
- 1950: Der Vagabund von Paris (Ma pomme)
- 1951: Dr. Knock läßt bitten (Knock)
- 1951: Im Anfang war nur Liebe (Caroline chérie)
- 1952: Madeleine, Roman einer Verlorenen (Dupont Barbès)
- 1952: Der Mann meines Lebens (L’Homme de ma vie)
- 1953: Gefährtinnen der Nacht (Les Compagnes de la nuit)
- 1953: Engel der Halbstarken (Maternité clandestine)
- 1955: Wie verlorene Hunde (Chiens perdus sans collier)
- 1956: Der Liebesroman einer Königin (Marie-Antoinette reine de France)
- 1956: … und immer lockt das Weib (Et Dieu… créa la femme)
- 1957: Immer wenn das Licht ausgeht (Pot-Bouille)
- 1957: Die Zwillinge und der Mörder (Les trois font la paire)
- 1958: Das Leben zu Zweit (La Vie à deux)
- 1958: Der Tag und die Nacht (Le Miroir à deux faces)
- 1958: Die Affären von Madame M. (Maxime)
- 1958: Frauengefängnis (Prisons de femmes)
- 1959: Mädchen des Lasters (Ce corps tant désiré)
- 1959: Blonde Fracht und schwarze Teufel (Des femmes disparaissent)